# Efstatios Chorafas
Efstatios Chorafas (gr. Ευστάθιος Χωραφάς, ur. 1871 w Kefalinii, Grecja, zm. ?) – grecki pływak, uczestnik i medalista igrzysk w Atenach.
Chorafas był jedynym spośród uczestników konkurencji pływackich, który wystartował we wszystkich trzech wyścigach – na 100, 500 i 1200 m stylem dowolnym. Jego wyniki na najkrótszym i najdłuższym dystansie są nieznane. W wyścigu na 500 metrów zajął ostatnie, trzecie miejsce. Jego wyniki czasowe nie są znane na żadnym z dystansów.